# Vlachovo Březí
Vlachovo Březí – miasto w Czechach, w kraju południowoczeskim, w powiecie Prachatice.
Według danych szacunkowych na rok 2020 liczyło 1716 mieszkańców.